# Langenstraße 32 (Stralsund)
Das Haus Langenstraße 32 in Stralsund ist ein teilweise denkmalgeschütztes Bauwerk in der Langenstraße.

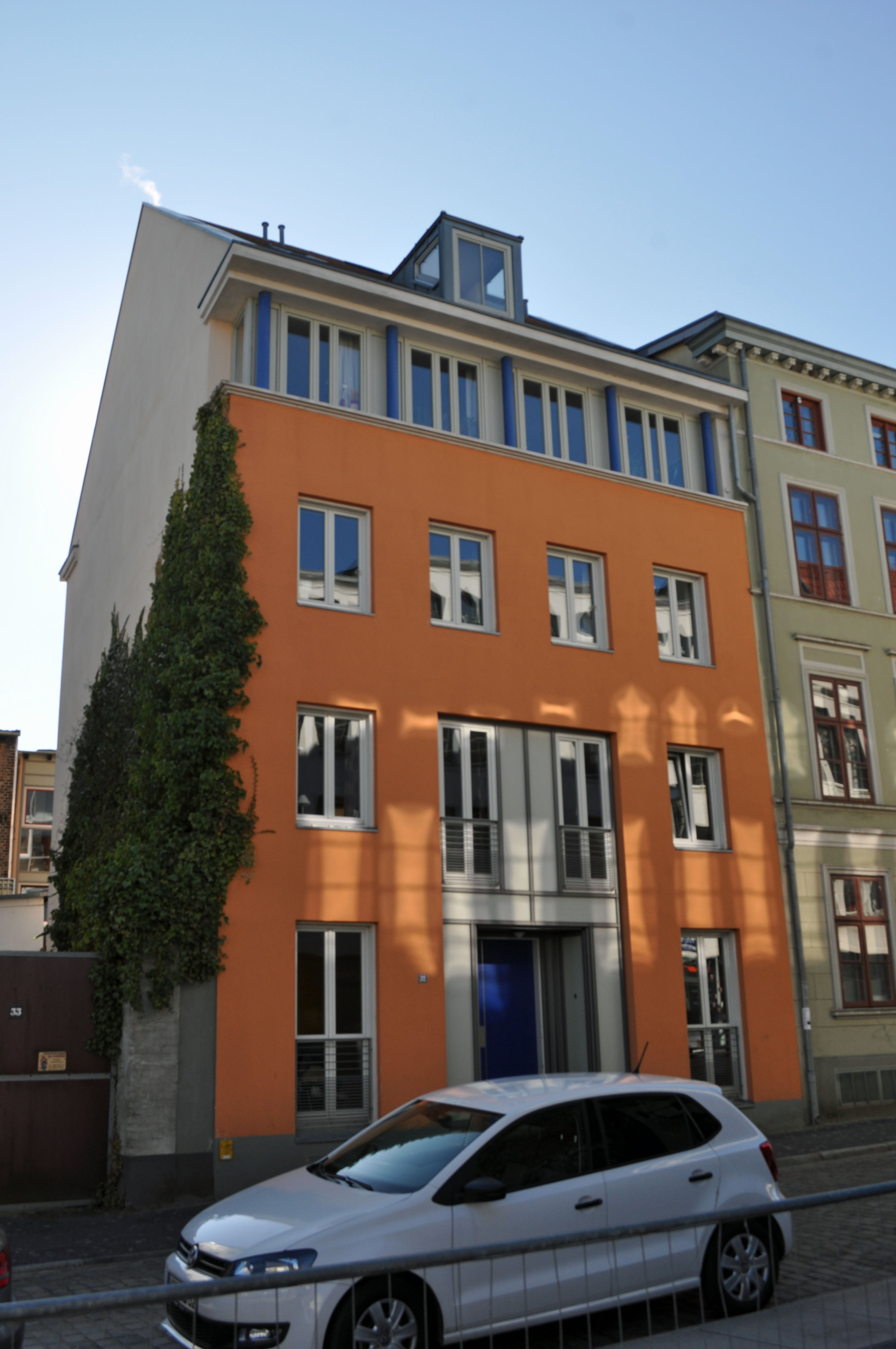
Haus Langenstraße 32 in Stralsund (2012)

Das Haus wurde als zweigeschossiges Traufenhaus im Jahr 1733 errichtet und war in der ursprünglichen Baufassung erhalten. In der zweiten Hälfte des 19. Jahrhunderts wurde an der rückwärtigen Grenze ein Werkstattgebäude errichtet. Auf dem Baugrund wurde ein Neubau errichtet.
Der Keller des Hauses im Kerngebiet des von der UNESCO als Weltkulturerbe anerkannten Stadtgebietes des Kulturgutes „Historische Altstädte Stralsund und Wismar“ ist in die Liste der Baudenkmale in Stralsund eingetragen.